# Shihad
Pour leur album, voir Shihad (album).
Shihad est un groupe néo-zélandais de rock originaire de Wellington, œuvrant maintenant à Melbourne en Australie, créé en 1988 par le chanteur Jon Toogood et le batteur Tom Larkin, qui étaient encore à l'école à l'époque. Le groupe a produit sept albums studio, dont trois classés no 1 ainsi que quatre singles entrés au Top 10 de leur pays natal, la Nouvelle-Zélande.
Lors de la publication de leur septième album studio, Beautiful Machine (2008), Shihad détenait le record du groupe néo-zélandais ayant classé plus grand nombre de singles dans le top 40 néo-zélandais, rivalisant avec certaines légendes du rock néo-zélandaises/australiennes comme Split Enz.

## Histoire
Shihad a été créé en 1988 par le chanteur Jon Toogood et le batteur Tom Larkin, alors qu’ils étaient tous les deux encore à l’école.
Shihad a supporté Love Is The New Hate initialement avec des dates en Nouvelle-Zélande, incluant le grand concert de lancement au Aotea Square à Auckland, afin de célébrer le début du mois de la musique de la Nouvelle-Zélande, ainsi qu’une tournée extensive en Australie et en Nouvelle-Zélande, incluant une place sur la scène principale au Splendour in the Grass, en avant d’une foule estimée à 20 000 personnes. En août et septembre 2005, Shihad a fait partie d’une tournée de 17 dates en Australie, de concert avec le groupe australien Cog, intitulé "The Homeland Security Tour".
Shihad était en tournée en Nouvelle-Zélande avec le groupe The Datsuns durant la période des fêtes (Noël, Jour de l’An) de 2006/2007.
Shihad a supporté le groupe Evanescence en participant à leur tournée mondiale de 2006/2007.
Le dernier album de Shihad, Beautiful Machine, a été lancé le 21 avril 2008 avec une bonne critique et de bonnes ventes. En Nouvelle-Zélande, l’album a obtenu la côte or dès la première journée de sa sortie et a débuté au numéro un des chartes. Le matériel sur cet album est beaucoup plus « mellow » que celui de leur album précédent Love Is The New Hate.
Le band embarqua, en février et mars 2008, sur une tournée nationale intitulée 'One Will Hear The Tour', jouant pour des foules de 300 à 400 personnes au niveau de la Côte Est. En six semaines, le groupe a joué à 28 reprises.
Shihad a joué au Big Day Out en 2008 à Auckland en Nouvelle-Zélande sur la scène bleue de 19h à 20h. Ils ont également été sur la scène rock du Vodafone Homegrown le 26 avril au bord de la mer à Wellington.
Durant la deuxième demie de 2008, Shihad a fait une tournée en Nouvelle-Zélande intitulée "Beautiful Machine Tour", jouant à des lieux de grosseur moyenne comme le Wellington Town Hall, avec un support du groupe The Mint Chicks et de Luger Boa. Shihad a également fait partie de la tournée "Australia Tour" de Gyroscope avec le groupe.
L’été australien de 2008/2009 a vu Shihad jouer au Nouvel An à Gisbourne, en plus de jouer à la Coroglen Tavern et au Lake Hawea Motor Inn durant la période des fêtes. Cela est apparu décevant pour plusieurs fans à travers le pays qui s’attendaient plus à une tournée au lieu de ces deux spectacles à des endroits assez isolés du pays.
En date de la fin du mois de février 2009, le groupe a annoncé qu’ils étaient déjà en train de travailler sur un huitième album studio.
Shihad a annoncé une série de 7 concerts en Nouvelle-Zélande, dans laquelle ils joueront un de leurs sept albums en entier. Il a été dit que les concerts allaient avoir lieu en novembre 2009.
Shihad est également a l'affiche avec le groupe The Checks pour les premières parties des concerts de AC/DC en 2010 en Nouvelle-Zélande

## Conflit de nom
Le nom "Shihad" a été choisi après que les membres du groupe eurent entendu un autre nom pour désigner la Guerre sainte – Frank Herbert a évidemment été inspiré du mot "jihad" utilisés par les musulmans pour décrire une Guerre sainte dans le film de David Lynch, Dune. Après les attentats terroristes du 11 septembre 2001, le groupe décida de changer son nom, dû ironiquement à la similarité entre le nom du groupe Shihad et le mot arabe jihad. Au festival Big Day Out à Auckland en Nouvelle-Zélande, ils lancèrent des t-shirts avec 'Shihad' inscrit dessus, et 'Remote' en dessous, indiquant que 'Remote' allait être leur nouveau nom. Cependant, puisque ce nom était déjà pris, ils s’accordèrent sur "Pacifier", qui était un single digne de succès de leur album The General Electric. Ils lancèrent un album, Pacifier, sous ce nom en 2002.
Le 17 septembre 2004, le groupe annonça au monde qu’ils allaient retourner à leur ancien nom, Shihad. Pour citer le groupe, "The events surrounding the name change and our choice to be known as Pacifier are well documented. As much as we believed in what we were doing, and the reasons for doing it at the time – the truth is we were wrong." (Les événements entourant le changement de nom et notre choix à être connu en tant que Pacifier sont bien documenté. Bien que nous croyions dans ce que nous faisions, et les raisons pour le faire à l’époque – la vérité est que nous avions tort.) Lors d’une visite à l’émission de télévision Spicks and Specks sur la chaîne ABC, Jon Toogood parla à propos de quoi les membres d’un groupe n’ont pas habite de devoir considérer la guerre sainte lorsque vient le temps de penser à un nom de groupe.
Dans une entrevue, Jon Toogood parla d’un événement qui contribua à leur décision :

« We were in America while it invaded Iraq and had to play at festivals that were supposedly 'support the troops festivals' when we didn't believe in the war at all. That's what the song "All the Young Fascists" is about – the day we played Miami in front of 30,000 kids at this festival that was originally just a rock festival. A week out, just because of the timing, it was turned into the support the troops show and it was being simulcast live to Iraq. We were on this bill with these really ugly – what we call WWF – metal bands, and we were shitting ourselves.
I just wanted to get out of there. Beside the stage was a paintball gun alley where kids were lining up to shoot effigies of Saddam Hussein, Osama bin Laden and (French president) Jacques Chirac. That was the weirdest one. The amount of times I actually pointed out to Americans the fact that their Statue of Liberty was a gift from the French and they were supposed to be mates. »

Le nom du groupe "Pacifier" fit immédiatement biffer sur la station radio australienne Triple J par Jay and the Doctor et fut pris par un petit groupe pas très connu de la Tasmanie, Theory of Everything.

## Style de musique
La musique de Shihad a toujours été apparentée au style heavy metal. L’album Churn a un style indie prononcé, bien que Killjoy soit considéré comme plus dure, avec des accords complexes. L’album éponyme Shihad (aussi connu sous le titre de the Fish Album) a un son plus doux, qui est plutôt composé de riffs post-grunge et stadium rock, alors que The General Electric incorpore beaucoup d’électroniques. Pacifier peut facilement être considéré post-grunge, mais Love Is The New Hate est un tournant vers un son plus alternatif et punk rock. Leur nouvel album, Beautiful Machine, est leur disque le plus doux, encore plus que Shihad.

## Membres du groupe

### Actuels
- Jon Toogood – voix, guitare
- Phil Knight – guitars, synthétiseur, vocaliste
- Karl Kippenberger – guitare basse, vocaliste
- Tom Larkin – batterie, vocaliste, samplers

### Anciens
- Hamish Laing – basse (quitta en 1991)
- Geoff Duncan – basse (quitta en 1989)
- Geoff Daniels– basse (quitta en 1989)

## Discographie

### Albums
- Churn (1993)
- Killjoy (1995)
- Shihad (1996)
- The General Electric (1999)
- Pacifier (2002)
- Pacifier: Live (2003)
- Love Is The New Hate (2005)
- Beautiful Machine (2008)

### EP
- Devolve EP (1990)
- Happy Families Tour (1995)
- B-Sides (1996)
- Flaming Soul/Grates of Steel (1997)
- The Blue Light Disco EP (1998)
- Stuck On This EP (2002)
- Alive (2005)
- ZM Live Lounge EP (2008)

### Singles

#### SurChurn
- I Only Said (1993)
- Stations (1994)
- Derail (1994)

#### SurKilljoy
- You Again (1995)
- Bitter (1995)
- Gimme Gimme (1995)
- Deb’s Night Out (1996)

#### SurShihad
- La La Land (1996)
- It’s a Go (1996)
- A Day Away (1997)
- Home Again (1997)
- Yr Head Is A Rock (1998)
- Ghost From The Past (1998)

#### SurThe General Electric
- My Mind’s Sedate (1999)
- The General Electric (2000)
- Pacifier (2000)
- Sport and Religion (2000)
- Bootleg: The Channel Z Tapes (2000)

#### SurPacifier
- Comfort Me (2002)
- Run (2002)
- Bullitproof (2003)
- Everything (2003)

#### SurLove Is The New Hate
- Alive (2005)
- All the Young Fascists (2005)
- Shot in the Head (2005)
- Dark Times (2005)
- None of the Above (2006)

#### SurBeautiful Machine
- One Will Hear the Other (2008)
- Vampires (2008)
- Beautiful Machine (2008)
- Rule the World (2008)